# Ann Widdecombe
Ann Widdecombe, född 4 oktober 1947 i Bath, är en brittisk konservativ politiker. Hon var parlamentsledamot för valkretsen Maidstone från valet 1987 till 2010. Hon var viceminister vid inrikesdepartementet (Home Office) under John Major och ansvarade för fängelser. Senare var hon skugginrikesminister under en period.
Hon har bl.a. studerat vid Birminghams och Oxfords universitet.
Hon lever i celibat och är känd för att uttrycka kontroversiella åsikter om homosexualitet, abort, droger och dödsstraff. Hon konverterade till katolicismen sedan Church of England godkänt kvinnlig prästvigning och motsätter sig abort utom för att rädda moderns liv.
Under kampanjandet inför Konservativa partiets partiledarval 1997 kom hon, genom uttrycket "there is something of the night about him" (ung. det är något mörkt kring honom) om sin tidigare chef på inrikesdepartementet, Michael Howard, att hamna i rampljuset. En del av Howards anhängare gjorde en omtolkning av det hela och menade att vad hon egentligen menade var: "there is something of the knight about" (ung. det är något ridderligt över honom).
Samtidigt som hon själv gärna fäller ganska tuffa omdömen om sin omgivning får hon själv ta emot en del, som att kallas Doris Karloff efter skräckfilmsskådespelaren Boris Karloff.
Hon har skrivit fyra böcker och förordet till dödsstrafförespråkaren Richard Clarks historiska verk Capital Punishment in Great Britain, där hon uttrycker motvillig sympati för institutionen men också fördömer tortyr och bekänner att hon förstår andras motvilja för hängning som lika instinktiv och absolut.